# 弗里德里希·默茨
约阿希姆-弗里德里希·马丁·约瑟夫·默茨（德語：Joachim-Friedrich Martin Josef Merz，發音：[joˈaxɪm ˈfʁiːdʁɪç mɛɐ̯ts]；1955年11月11日—），德国基督教民主联盟政治家，现任德国联邦总理。其自2022年1月起担任德国基督教民主联盟（以下簡稱基民盟）的领导人，自2022年2月起担任联邦议院反对党领袖，领导基民盟/基社盟（以下簡稱聯盟黨）议会党团。2024年9月，他成为2025年德国联邦选举联盟党的总理候选人。2025年5月，正式当选为德国联邦总理。
梅尔茨出生于布里隆，母亲一方拥有法国胡格诺派血统。他于1972年加入青年联盟，1985年完成法学学业后，曾担任法官和企业律师。1989年，他正式投身政治，当选欧洲议会议员，任职一届后于1994年进入德国联邦议院，并迅速成为基民盟的财政政策专家。2000年，他当选基民盟/基社盟议会党团主席，与同年当选基民盟主席的安格拉·默克尔成为党内主要竞争对手，共同领导反对党阵营。
在2002年联邦选举后，时任基民盟党主席的默克尔接任议会党团主席，而梅尔茨则被选为副党团主席。2004年12月，他辞去此职务，正式结束与默克尔的长期权力斗争，并逐渐淡出政坛，转向法律职业，最终于2009年完全退出议会。2004年，他成为美博律师事务所的高级顾问，专注于并购、银行金融和合规事务，并曾在贝莱德德国公司等多家企业董事会任职。2018年，他宣布重返政坛，并于2021年12月当选基民盟主席，2022年1月正式就任。在此之前，他曾两次竞选该职务，分别在2018年和2021年1月，均未成功。
在1970年代和1980年代，梅尔茨是一名坚定的反共主义支持者，这一立场在当时的西德是国家意识形态的核心，也是基民盟的基本原则。他自称是社会保守派和经济自由派，被认为代表了基民盟的传统保守派和亲商派。他所著的《勇敢迎接更多资本主义》提倡经济自由主义。此外，他曾担任大西洋桥协会主席，该协会致力于促进德美关系及大西洋主义。他坚定支持欧盟和北约，并自称是“真正的欧洲主义者和坚定的跨大西洋主义者”。他主张欧洲更紧密的联合，并提出建立“欧洲军队”的倡议。
作为一名企业律师和公认的千万富翁，梅尔茨还是一名持证私人飞行员，拥有两架私人飞机。

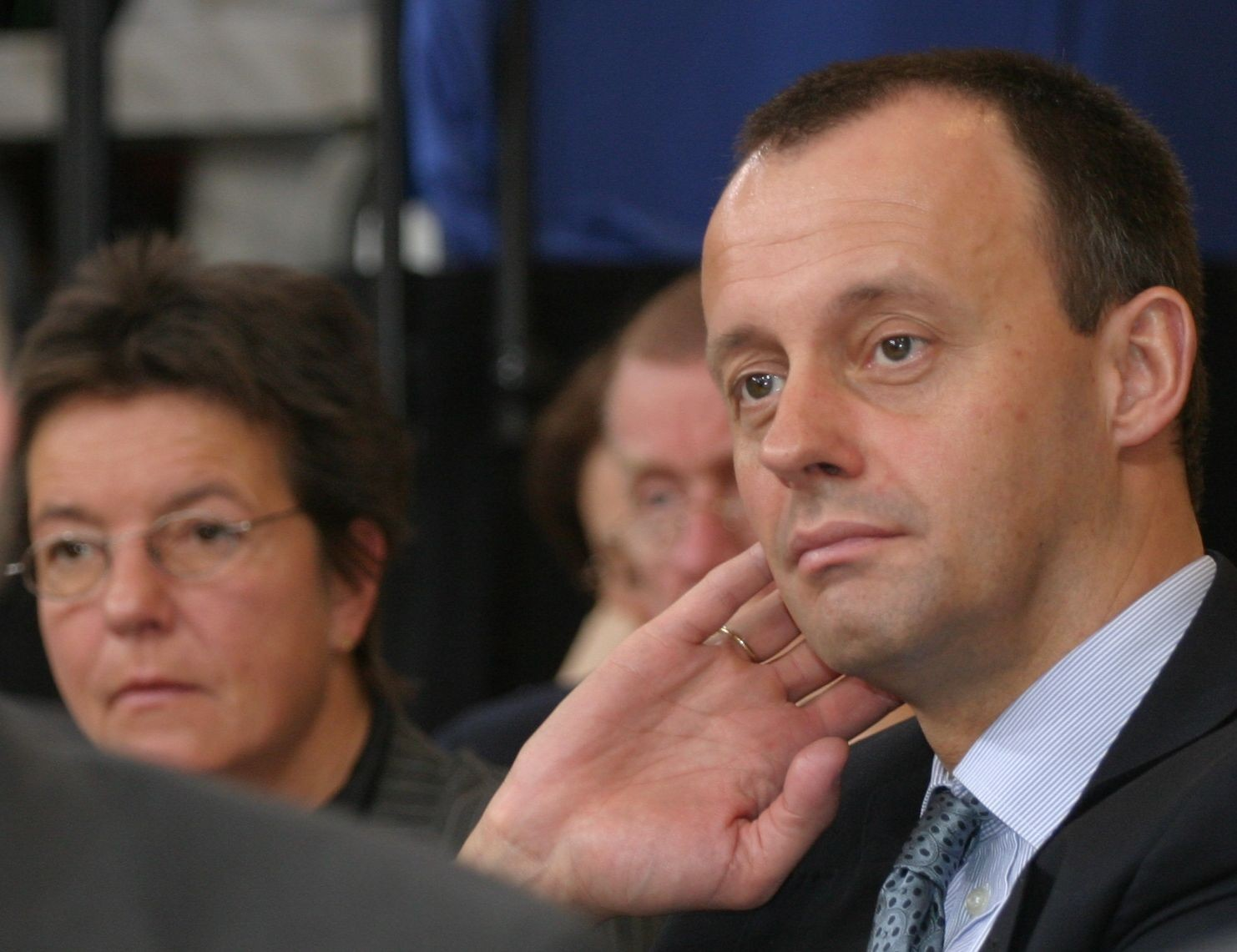
2004年的弗雷德里希·默茨

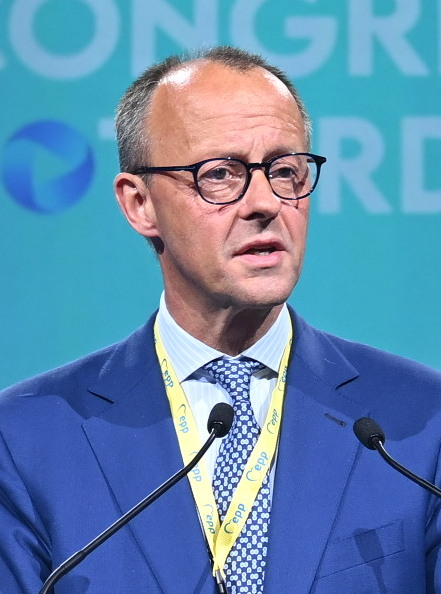
2022年的弗雷德里希·默茨

## 早年

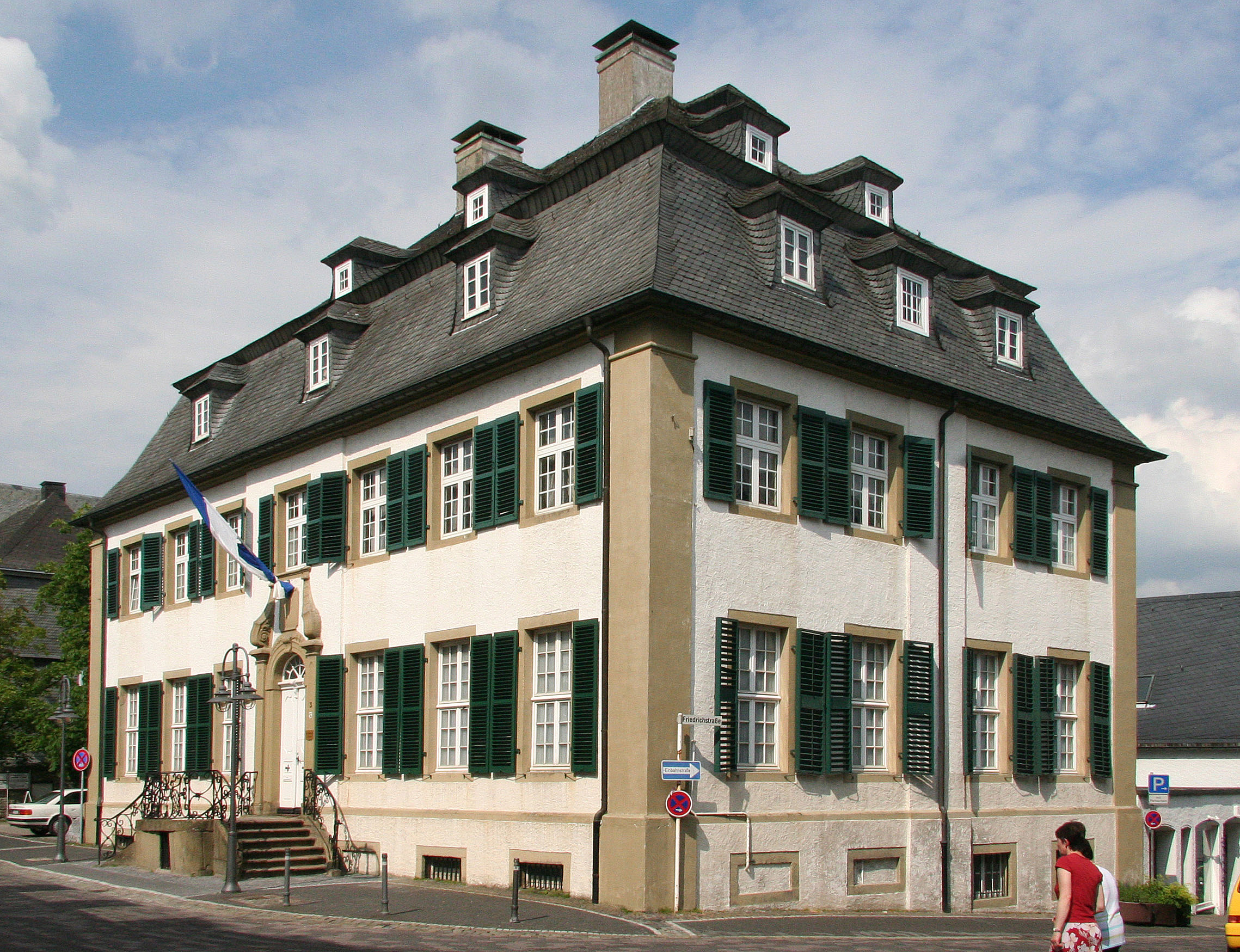
布里隆的索維尼之家 (Sauvigny House) 是默茨的童年居所，屬於他母親的索維尼家族，該家族是當地一個顯赫的貴族家庭。

弗里德里希·梅尔茨于1955年11月11日出生于西德北莱茵-威斯特法伦州的布里隆，父母分别是约阿希姆·梅尔茨和葆拉·索维尼，他的父亲是一名法官，同时也是基民盟成员。
索维尼家族是布里隆当地显赫的贵族家族，拥有法国胡格诺派血统，他的外祖父曾担任布里隆市长。其外祖父约瑟夫·保罗·索维尼在1917年至1933年期间是中央党成员，后于1933年加入冲锋队，并于1938年成为纳粹党成员。
梅尔茨信奉罗马天主教。他在母亲家族的宅邸索维尼之家中长大，该房产在2021年挂牌出售，标价为200万欧元。
1975年，梅尔茨完成德国高中毕业考试后，在德国联邦国防军服役，担任自行火炮部队士兵。1976年，他获得康拉德·阿登纳基金会奖学金，进入波恩大学学习法律，后转至马尔堡大学。在波恩大学期间，他是的成员，这是一个成立于1844年的罗马天主教学生社团，隶属于Cartellverband。
1985年，他完成法律学业后，成为萨尔布吕肯的一名法官。1986年，他辞去法官职务，进入德国化学工业协会，在波恩和法兰克福担任公司律师，直至1989年。
梅尔茨能讲德语、法语和英语。

## 早年从政经历
1972年，年仅17岁的梅尔茨加入基民盟的青年组织——青年联盟，1980年，他当选布里隆青年联盟主席。  

### 欧洲议会议员（1989–1994）
梅尔茨在1989年欧洲议会选举中成功当选，担任欧洲议会议员，直至1994年。在此期间，他是经济和货币事务委员会的成员，并参与了议会对马耳他的外交代表团。  

### 德国联邦议会议员（1994–2009）
自1994年德国联邦选举起，梅尔茨代表其选区霍赫绍尔兰担任德国联邦议会议员。在他的首个任期内，他是财政委员会的成员。  
1998年10月，梅尔茨被任命為聯盟黨议会党团副主席，并于2000年2月接替沃尔夫冈·朔伊布勒，与米夏埃尔·格罗斯共同担任议会党团主席。他後來擔任德国联邦议院的反对党领袖，在总理格哈特·施罗德的第一届政府期间领导反对派。  
在2002年联邦选举前，埃德蒙德·施托伊贝尔将梅尔茨纳入其影子内阁，作为基督民盟试图击败时任总理施罗德的竞选团队成员。在竞选期间，梅尔茨担任施托伊贝尔的金融市场和国家预算事务专家。然而，施托伊贝尔败选后，安格拉·默克尔接任聯盟黨议会党团主席，梅尔茨则继续担任副主席，直至2004年。此外，从2002年至2004年，他还是基民盟执行委员会成员，继续在默克尔领导下任职。

### 安第斯公约与党内斗争
2005年，德国媒体将梅尔茨描述为“安第斯公约”的新成员。该公约是1979年時青年联盟成员在南美安第斯地区旅行期间秘密成立的基民盟内部派系。安第斯公约在默克尔成为基民盟主席后的五年内一直持反对立场，直到她在2005年成功当选总理。尽管梅尔茨在正式加入安第斯公约之前，他就已对该派系的成员展现出“根本性忠诚”。 

### 晚期议会生涯（2005–2009）
2005年至2009年，梅尔茨是法律事务委员会成员。2006年，他是九位联邦议会议员之一，他们向联邦宪法法院提起诉讼，反对议员额外收入信息公开的规定，但最终败诉。
2007年，梅尔茨宣布他不会在2009年联邦选举中寻求连任，正式退出政坛。

## 从商
在离开政坛后，梅尔茨成为公司律师。自2004年起，他一直担任美博国际律师事务所杜塞尔多夫办公室的高级法律顾问，主要负责企业融资事务。在此之前，他曾是Cornelius Bartenbach Haesemann的高级法律顾问。由于在法律和企业董事会的工作，他积累了数百万欧元的财富，成为一名亿万富翁。

### 企业董事会职务
梅尔茨在多个公司董事会和监事会担任要职，包括：
- 罗伯特·博世有限公司，国际顾问委员会成员
- WEPA 卫生用品有限公司，监事会主席
- 德国洛克伍尔，监事会成员
- 安永德国，顾问委员会成员
- Odewald & Compagnie，顾问委员会成员
- DBV-Winterthur Holding，监事会成员
- 科隆-波恩机场，监事会主席（2017–2020）
- 贝莱德德国，监事会主席（2016–2020）
- 斯泰德勒铁路，董事会成员（2006–2020）
- 汇丰银行，顾问委员会主席（2010–2019）
- 多特蒙德足球俱乐部，监事会成员（2010–2014）
- 安盛集团德国，监事会成员（2007–2014）
- IVG Immobilien，监事会成员（2006–2010）
- 德国证券交易所，监事会成员（2005–2015）
- Interseroh，监事会成员（2005–2009）

### 其他重要职务
2010年至2011年，梅尔茨代表德国第三大银行、公有制金融机构西德意志州银行的股东，与潜在买家进行谈判。
2012年，他加入诺伯特·吕特根的竞选团队，为其北莱茵-威斯特法伦州选举提供经济政策咨询。
梅尔茨还曾作为基民盟代表，参加2012年和2017年德国联邦大会。

### 政府顾问职务
2017年11月，北莱茵-威斯特法伦州州长阿明·拉舍特任命梅尔茨为“英国脱欧与跨大西洋关系事务专员”，这一职务为无薪顾问职位。

## 返回政界
2018年10月，基民盟於黑森州議會選舉中失利後，梅克爾宣布不再擔任基民盟主席，梅尔茨被認為是可能的接任者之一。在默克尔宣布辞去基民盟党魁职务后，梅尔茨宣布将参加黨主席選舉。他的竞选得到了前基民盟主席、科尔时代的“储君”、前联邦议院议长沃尔夫冈·朔伊布勒的支持。在2018年12月7日的第二轮投票中，梅尔茨败给了安妮格雷特·克兰普-卡伦鲍尔。

### 2021年党魁选举及回归联邦议院
2020年2月25日，梅尔茨宣布參選黨主席，主要对手是阿明·拉舍特和诺伯特·吕特根。在第一轮投票中，梅尔茨以385票领先拉舍特5票。但在第二轮，梅尔茨获得466票，拉舍特获得521票，梅尔茨再次败选，未能当选党魁。
当天，梅尔茨提议加入政府并接任经济部长，但该职务当时由同党成员彼得·阿尔特迈尔担任，提议遭到拒绝。为了弥合党内分歧，拉舍特随后邀请梅尔茨加入其竞选团队，并称其经济与金融政策经验对应对疫情挑战至关重要。
在2021年德国联邦选举前，梅尔茨的选区继任者帕特里克·森斯堡未能获得党内提名，梅尔茨取而代之，时隔12年重返联邦议院。

### 基民盟党魁（2022年至今）
2021年11月15日，梅尔茨宣布再度參選黨主席，对手为诺伯特·吕特根和赫尔格·布劳恩。在竞选中，梅尔茨的两位竞争对手均自称是默克尔政治路线的继承人，而梅尔茨则承诺与默克尔执政16年的中间路线作出明确决裂。
40万名基民盟党员可以通过线上或信函投票。在2021年12月17日的第一轮投票中，梅尔茨获得62.1%的选票，以絕對多數而无需进行第二轮投票，他於第三次參選黨主席後當選。
2022年1月22日，基民盟召开线上联邦党代会，正式选举党魁。在1001名代表中，915人投票支持梅尔茨，以94.6%的支持率当选基民盟主席，成为德国联邦议院最大反对党的领导人。这次投票是“数字预投”，最终结果经书面确认生效。
梅尔茨成为三年内第三位基民盟领导人（继克兰普-卡伦鲍尔和拉舍特之后），并于2022年1月31日正式履新。

## 總理生涯

### 候任总理時期
2024年9月，默茨被提名为2025年德國聯邦議院選舉的聯盟黨总理候选人。此前，亨德里克·伍斯特和马库斯·泽德均决定不参选，并共同支持梅尔茨。由於聯盟黨民調領先時任總理蕭茲的社民黨，梅爾茲被認為將成為德國下一任總理。在2025年德國聯邦議院選舉，聯盟黨成功取得208席成為國會最大黨，而梅爾茲則稱新政府不會和國會第二大黨極右派選擇黨聯合組閣。
2025年3月18日，因應俄羅斯入侵烏克蘭的情勢發展，默茨與時任社民黨總理朔爾茨合作，二人斡旋於德國聯邦議院換屆前進行修訂德意志聯邦共和國基本法的提案，在德國基督教民主聯盟、德國社會民主黨、聯盟90/綠黨的合作下成功以513票贊成、207票反對、0票棄權通過修訂基本法的「債務煞車」規定。修訂案允許聯邦政府通過債務融資設立總額5,000億歐元的特別基金，其中1,000億歐元將注入現有的氣候與轉型基金，而其餘則用於交通、電網等基礎設施建設；而未來當國防等安全支出超過一定數額時，將不再計入債務限制。
同年4月，默茨宣布與社民黨達成協議，兩黨將共同組成大聯合政府。是繼梅克爾卸任以來德國再次出現「黑紅聯盟」。。

### 總理選舉
2025年5月5日，總統施泰因迈尔正式向聯邦議院提名梅爾茨出任總理，啟動總理選舉程序。2025年5月6日，梅爾茨在聯邦議院的首輪投票中未能當選總理，距過半門檻僅差六票。這是德國史上首次聯邦議院否決總統提名的總理人選。
| 投票次數                              | 候選人 | 候選人                     | 得票數 | 得票數 | %      | 聯盟 | 聯盟 | 聯盟 | 聯盟     |
| 第一輪投票                            |        | 弗里德里希·梅爾茨 (基民盟) | 贊成   | 310    | 49.21% |      |      |      | 黑紅聯盟 |
| 第一輪投票                            | 反對   | 弗里德里希·梅爾茨 (基民盟) | 307    | 48.72% |        |      |      |      | 黑紅聯盟 |
| 第一輪投票                            | 棄權   | 弗里德里希·梅爾茨 (基民盟) | 3      | 0.48%  |        |      |      |      | 黑紅聯盟 |
| 第一輪投票                            | 無效   | 弗里德里希·梅爾茨 (基民盟) | 1      | 0.16%  |        |      |      |      | 黑紅聯盟 |
| 第一輪投票                            | 未投票 | 弗里德里希·梅爾茨 (基民盟) | 9      | 1.43%  |        |      |      |      | 黑紅聯盟 |
| 弗里德利希·梅爾茨沒有當選為德國總理。 |        |                            |        |        |        |      |      |      |          |

聯邦議院現有14天時間，可重新提名梅爾茨或其他候選人，並進行進一步的投票表決。在此第二階段的投票中，候選人仍須獲得全體議員過半數支持方可當選。若至5月20日止仍無人成功當選，程序將進入第三階段：舉行最終表決。若該輪投票中僅有相對多數產生的候選人，則總統可選擇任命其為總理，或宣布解散聯邦議院並舉行大選。

#### 最終結果
後來梅爾茨在當天下午的聯邦議院第二次投票中當選。
| 投票次數                          | 候選人 | 候選人                     | 得票數 | 得票數 | %      | 聯盟 | 聯盟 | 聯盟 | 聯盟     |
| 第二輪投票                        |        | 弗里德里希·梅爾茨 (基民盟) | 贊成   | 325    | 51.59% |      |      |      | 黑紅聯盟 |
| 第二輪投票                        | 反對   | 弗里德里希·梅爾茨 (基民盟) | 289    | 45.87% |        |      |      |      | 黑紅聯盟 |
| 第二輪投票                        | 棄權   | 弗里德里希·梅爾茨 (基民盟) | 1      | 0.16%  |        |      |      |      | 黑紅聯盟 |
| 第二輪投票                        | 無效   | 弗里德里希·梅爾茨 (基民盟) | 3      | 0.48%  |        |      |      |      | 黑紅聯盟 |
| 第二輪投票                        | 未投票 | 弗里德里希·梅爾茨 (基民盟) | 12     | 1.90%  |        |      |      |      | 黑紅聯盟 |
| 弗里德利希·梅爾茨當選為德國總理。 |        |                            |        |        |        |      |      |      |          |

## 選舉紀錄
| 歐洲議員選舉     | 歐洲議員選舉           | 歐洲議員選舉   | 歐洲議員選舉       | 歐洲議員選舉 | 歐洲議員選舉 | 歐洲議員選舉 | 歐洲議員選舉 |
| 年度             | 選舉屆數               | 選舉區         | 所屬政黨           | 得票數       | 得票率       | 當選標記     | 備註         |
| ---------------- | ---------------------- | -------------- | ------------------ | ------------ | ------------ | ------------ | ------------ |
| 1989             | 第三屆歐洲議員選舉     | 西德選舉區     | 德国基督教民主联盟 | 8,332,846    | 29.54%       |              |              |
| 德國聯邦議員選舉 |                        |                |                    |              |              |              |              |
| 年度             | 選舉屆數               | 選舉區         | 所屬政黨           | 得票數       | 得票率       | 當選標記     | 備註         |
| 1994             | 第十三屆聯邦議員選舉   | 上紹爾蘭郡選區 | 德国基督教民主联盟 |              | 54.3%        |              |              |
| 1998             | 第十四屆聯邦議員選舉   | 上紹爾蘭郡選區 | 德国基督教民主联盟 |              | 51.4%        |              |              |
| 2002             | 第十五屆聯邦議員選舉   | 上紹爾蘭郡選區 | 德国基督教民主联盟 |              | 53.7%        |              |              |
| 2005             | 第十六屆聯邦議員選舉   | 上紹爾蘭郡選區 | 德国基督教民主联盟 | 94.975       | 57.7%        |              |              |
| 2021             | 第二十屆聯邦議員選舉   | 上紹爾蘭郡選區 | 德国基督教民主联盟 | 62,810       | 40.4%        |              |              |
| 2025             | 第二十一屆聯邦議員選舉 | 上紹爾蘭郡選區 | 德国基督教民主联盟 | 78,260       | 47.7%        |              |              |

## 政治观点
梅尔茨的政治关注点集中在经济、外交、安全和家庭政策上。他自称在社会层面上是保守派，在经济层面上是自由派，被视为德国基督教民主联盟传统建制保守派和亲商派系的代表人物。
作为20世纪70年代和80年代的年轻政治家，他坚定支持反共产主义，这是当时西德的主流国家意识形态，也是基民盟的核心原则之一。他的著作《敢于更多资本主义》主张经济自由主义。

### 庇护、移民和融入政策
默茨表示，他认为在2025年2月联邦选举后，限制非正常移民是最重要的任务。他认为安格拉·默克尔在2015年难民危机期间的开放边境政策是致命的。2024年，默茨呼吁在边境直接全面拒绝庇护申请者。他认为此举将发出一个信号，减少非正常移民。在2024年关于德国接受难民能力的辩论中，默茨提到萨克森州州长迈克尔·克雷奇默的说法，后者主张每年最多接受6万至10万难民。默茨解释说，克雷奇默的表述大致描述了“以我们现在的融入能力还能实现的目标”。
默茨领导的基民盟希望加快对外国技术工人的签证处理。
2023年10月，默茨表示，德国不能接受来自加沙的巴勒斯坦难民，声称“国内已经有了足够多的反犹青年男子”。2024年12月，他呼吁向叙利亚实施“再移民”，并冻结新的难民接收。作为总理，他希望“定期驱逐”前往阿富汗和叙利亚的人。
鉴于2024年约20万申请入籍者中有80%希望保留其原有国籍，默茨希望废除“交通灯联盟”于2024年实施的快速入籍政策（该政策允许申请者在德国居住三至五年后获得德国国籍）。在2025年选举前几周，他还主张对获得德国国籍后犯罪的多重国籍者实施剥夺国籍措施（这需要修改基本法）。
2025年1月，一名没有德国居留许可的阿富汗移民实施了致命的持刀袭击（此前几年也发生了一系列类似袭击），默茨称欧盟的都柏林、申根和Eurodac庇护规则“显然功能失调”。他表示：“因此，德国必须行使国家法律优先权。”他宣布，在他的领导下，“德国的入境、庇护和居留权将发生根本性变化”。默茨说，如果当选总理，他将在上任第一天指示联邦内政部“永久控制德国国界”，并“无一例外地拒绝所有非法入境企图”。对于没有有效入境证件的人，将“事实上禁止进入德意志联邦共和国”。他宣布收紧离境拘留和驱逐措施，并希望赋予联邦警察更多权力，包括申请逮捕令的权利。必须离境者将不再允许在国内自由行动，驱逐拘留场所的数量也将迅速增加。

### 社会政策
默茨反对“公民收入”，并与基民盟一致，希望废除该制度，代之以名为“新基础保障”的系统。工会ver.di称基民盟的基础保障计划“无人道且违宪”。默茨希望完全取消对那些能工作却不工作的人的失业补助。据他称，有170万领取者符合这一定义。
默茨被指责在包容性言论和挑衅性暗示之间摇摆。在一档电视脱口秀中，他表示德国学校的女教师正面临“来自小帕夏”的不尊重，显然是指穆斯林父母的儿子，并被指涉嫌对被拒庇护申请者的“社会游客”发表“排外”言论，称这些人来德国“修牙”。几周前，默茨曾将一些流离失所的乌克兰人称为“福利游客”，称许多人来到德国寻求安全后，却在获得社会福利后在两国间来回旅行，后来他表示对此言论感到遗憾。默茨还曾抱怨“外国人的问题”，并坚持德国的“主导文化”，这一术语被许多人认为是在呼吁强制同化。在20世纪90年代，即使在保守的基民盟内部，默茨在投票反对堕胎法自由化、反对植入前基因诊断以及反对将婚内强奸定为犯罪时，也屬于少数派。

### 外交政策

#### 总体立场
默茨曾于2017年5月在柏林的德美会议上与丹·科茨和罗伯特·M·金米特会面。他担任过大西洋桥协会的主席，该协会致力于促进德美理解和大西洋主义，是欧盟和北约的坚定支持者。2018年，他自称是“真正的欧洲信念者和大西洋主义者”，并表示：“我支持一个植根于基督教伦理和欧洲启蒙运动的国际化德国，其最重要的政治盟友是西方的民主国家。我很高兴再次使用这个表达：西方的民主国家。”他主张更紧密的欧盟一体化，特别是加强德国与法国的关系。2018年，他与人合著了一篇捍卫欧洲计划的文章，其中呼吁“为欧洲建立一支军队”。
2023年，默茨呼吁德国在与中国的谈判中联合关键盟友，特别是法国，作为重新思考对华关系的一部分，反映全球在安全和外交政策上的“范式转变”。他称中国对德国安全的威胁“日益增加”，并批评朔尔茨决定允许中国远洋运输公司入股汉堡港。
默茨对唐纳德·特朗普的批评比安格拉·默克尔更为严厉，特别是针对特朗普对欧洲的贸易战。2024年秋季，他谈到对美俄关系时表示，他将试图让自己“稍微更独立于美国”，因为美国将处于“选举模式”，不再是“我们习惯的监管力量”。在2024年德国政府危机期间的民调预测默茨最有可能成为下一任总理时，他表示德国“必须从沉睡的中等强国重新成为领先的中等强国”。德国“从未真正充分表达和执行自身利益……目标不是只让一方受益，而是达成对双方都有利的安排。特朗普会称之为交易”。2025年1月，他谈到美国时说：“我们欧洲人必须团结一致……前往华盛顿的人不仅要代表自身利益，还要代表整个欧盟的利益。”

#### 俄罗斯及其入侵乌克兰

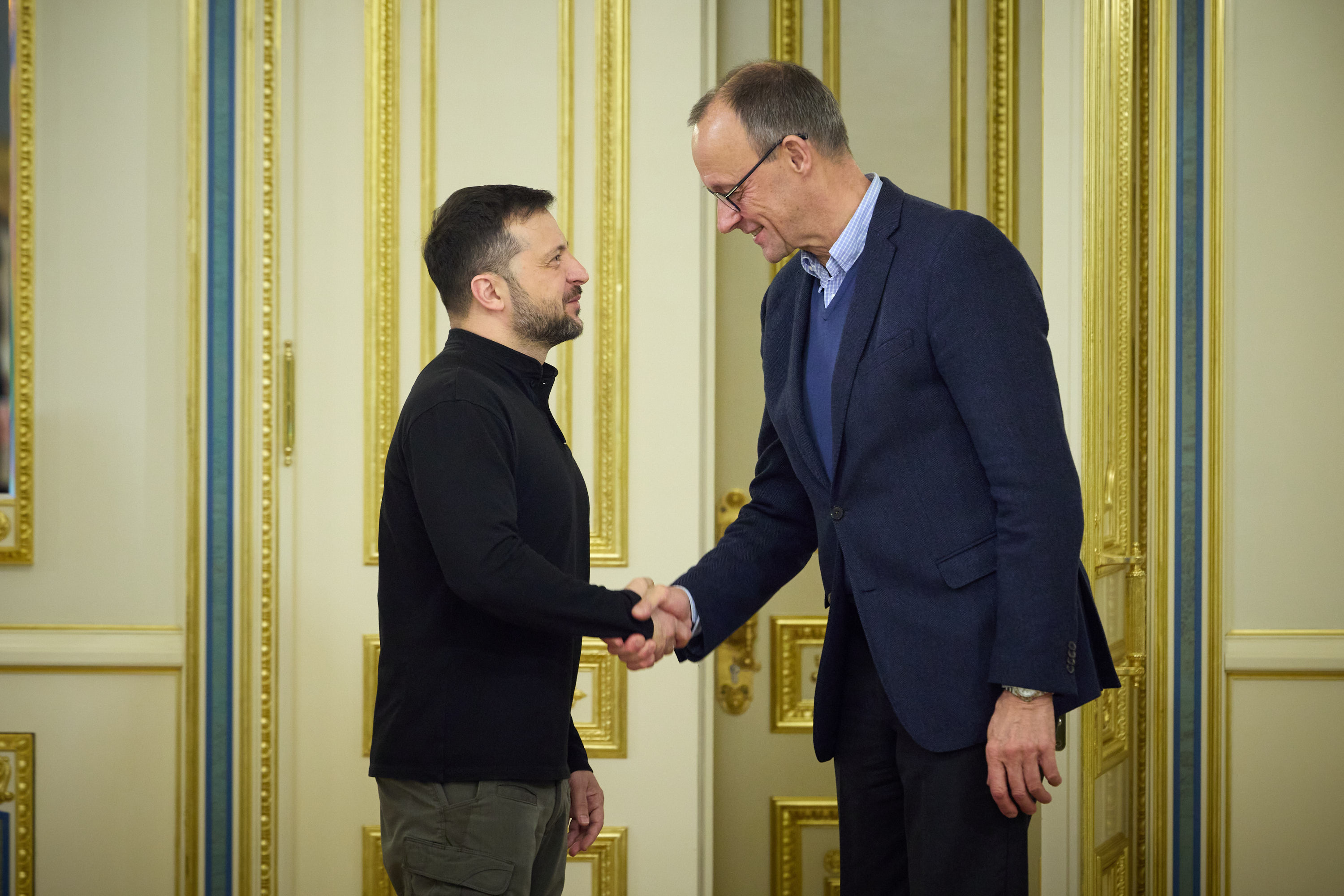
2024 年 12 月 9 日，默茨與烏克蘭總統弗拉基米尔·泽连斯基在烏克蘭基輔會面.

2022年俄罗斯入侵乌克兰开始后，默茨采取了强烈支持乌克兰和反对俄罗斯的立场，敦促总理奥拉夫·朔尔茨向乌克兰提供武器，并于5月亲自前往基辅会见乌克兰总统弗拉基米尔·泽连斯基。
尽管作为反对派领导人，默茨曾要求朔尔茨政府向乌克兰交付德国的“金牛座”巡航导弹，但他表示，如果自己担任总理，不一定会交付这些导弹。作为总理，他会在俄罗斯或普京不遵守德国及其他欧洲国家停止攻击乌克兰民用基础设施的要求、且法国和英国解除对乌克兰所提供武器的射程限制的前提下，交付“金牛座”导弹。他表示，作为总理，他将努力促成欧洲在是否允许乌克兰使用西方武器打击俄罗斯境内目标的问题上达成一致决定，并会事先向普京表明愿意对话的信号。2024年12月，他表示德国让乌克兰“单手作战”，应为乌克兰提供有效自卫所需的德国武器。

#### 中东冲突
默茨认为德国在以色列-巴勒斯坦冲突中没有调解角色。然而，他表示“两国方案仍是实现以色列人和巴勒斯坦人和平共处的正确长期目标。巴勒斯坦人承认以色列的生存权是实现这一目标的基本前提。”
2023年，针对美国要求以色列遵守国际法的警告，他表示美国与以色列的关系不同于德国，德国有义务“毫无保留地”帮助以色列。2024年10月，默茨成功敦促德国政府恢复对以色列的武器供应，包括坦克备件。
他批评国际刑事法院对以色列总理本雅明·内塔尼亚胡发出逮捕令的决定。
2024年12月，阿萨德政权在叙利亚倒台后，他呼吁欧洲加强与土耳其的联系，“以实现该地区的政治稳定”。

#### 能源政策

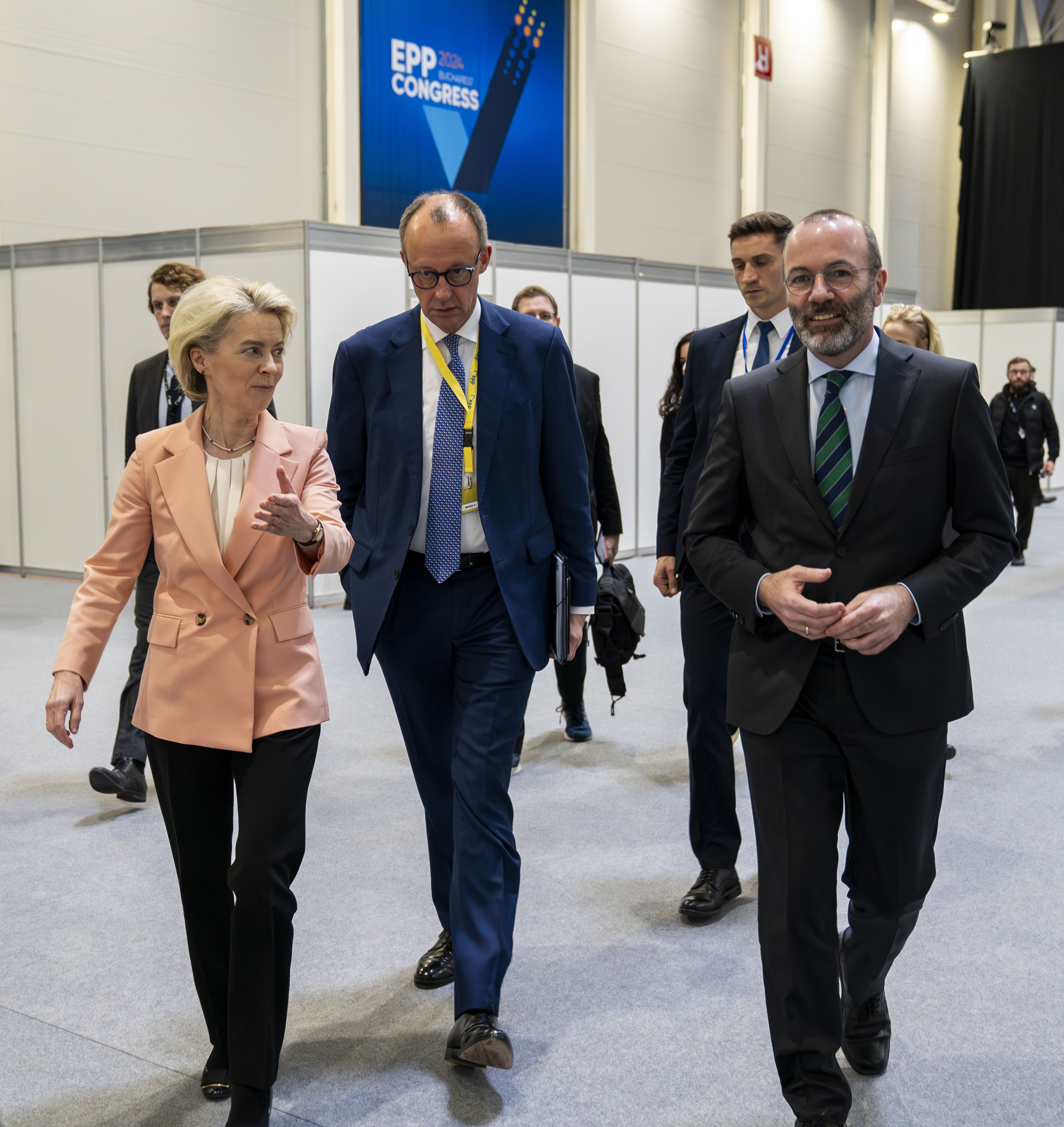
默茨、乌尔苏拉·冯德莱恩和曼弗雷德·韋伯出席2024年在布加勒斯特舉行的歐洲人民黨代表大會.

默茨称德国逐步淘汰德国核能是一个“严重的战略错误”。

#### 环境政策
2023年4月，默茨宣称基民盟的每个人都非常重视气候变化问题。然而，他继续表示，政治辩论中对气候变化的关注被高估，德国民众并不像政治家那样认为这个问题重要。他否认成功应对气候变化的时间已经所剩无几，并表示如果未来十年做出正确决策，国家将走上正轨。
2023年，他反对欧盟提议的2035年前禁止内燃机和混合动力车的计划，称争取碳中和“必须通过技术和开放思维实现”，而不是禁令。
他将大众汽车的危机归咎于朔尔茨政府对电动化的过度关注。
默茨支持对欧洲绿色协议进行有利于商业的调整。

#### 对德国选择党的态度
2019年，默茨主张对德国选择党采取“更冷静的态度”：“我早就应该在联邦议院选出一位选择党副主席……这个党以12.6%的得票率当选。它既未被禁止，也未被定性为违宪。它背后有数百万选民，不应让他们扮演受害者角色。”
2018年11月，他重申基民盟必须与选择党明确划清界限，指责后者公开具有国家社会主义和反犹倾向。2019年，他认为基民盟拒绝与选择党合作是正确的。2021年12月，在接任党主席前不久，他说：“特别是在东部各州的分支机构，我们传递了一个明确信息：如果有人试图与选择党合作，第二天将启动党内除名程序。”然而，从次年起，他并未对基民盟与选择党地方政治家日益增加的合作采取行动，部分原因是选择党选举表现的上升。2023年6月，他宣布两党合作仅在“立法机构”（即欧盟、联邦和州级）中被禁止。一个月后，在因未能落实2021年12月的“声明”而受批评后，他重申了对政治层面的区分，并表示在地方议会中“当然……我们必须寻找共同塑造城市、州和地区的方式”。他因此受到党内大部人士的批评，他们担心对极右派的防火墙正在崩塌。然而，萨克森州州长迈克尔·克雷奇默（CDU）表示，拒绝地方层面跨党派合作在民主中不可持续。
2023年6月，默茨收回2018年将选择党减半的承诺，称反对党无法在政府通过政策“强化”选择党的情况下实现这一目标。
在联邦选举前，默茨多次排除基民盟与选择党结盟的可能性。2025年1月初，他激情表示，在他的领导下“基民盟与选择党不会合作”，称这会让基民盟“出卖灵魂”，并表示他将“党主席的命运”与这一承诺挂钩。同月晚些时候，一名无居留许可的阿富汗移民实施致命持刀袭击后，基民盟在联邦议院提出移民相关动议，因选择党的支持而获得多数通过。默茨声称基民盟“未与选择党交谈，不与他们讨论，也不比较文本”，而是提出其认为正确的内容，坚持在联邦议院投票表决动议不构成与选择党的合作。几天后，联邦议院否决了基民盟的提议法案，部分原因是十几名基民盟议员弃权，这一决定被认为与选择党相关的争议有关。

### 作为联邦议会议员的兼职活动
默茨因在多个立法期间从事大量兼职工作而闻名。作为德国联邦议院的议员，他在第14届立法期（2002-2005年）共有18项兼职工作，在第15届立法期（2005-2009年）至少有11项兼职工作。仅在2006年，他就代表了8家不同公司的董事会。2007年，《经理人杂志》对默茨的兼职工作写道：
默茨在律师事务所的工作每年可能赚到一个不错的六位数收入。据保守估计，2006年，除律师薪水外，默茨的额外收入约为25万欧元。
他的众多兼职活动引发了人们对其是否认真、彻底履行联邦议员职责的担忧。2007年，默茨因其兼职活动受到批评，他写信给选民试图为自己辩护。
2021年，在联邦选举前以及他2009年离开联邦议院12年后，默茨宣布，如果再次当选联邦议员，他将不再从事“政治之外的任何职业活动”。

#### 针对透明法或附加收入披露的诉讼
2006年，关于联邦议员在议会职责之外从事其他活动可能存在利益冲突的讨论引起关注。因此，达成了一项协议，要求议员披露其兼职活动的收入，以便公众能够评估他们的代表是否可能因第三方的财务贡献而受到有害的依赖和影响。据不同来源统计，默茨当时除了议会工作外有18项、11项或根据联邦议院管理部门统计的14项兼职活动。他与另外八名德国联邦议员一起向联邦宪法法院提起诉讼，反对披露其兼职收入。在2006年10月的听证会上，默茨指出，根据德国《基本法》第38条，议员“不受指令约束，仅受良心支配”。如果联邦议院议长现在可以因违反披露兼职收入义务而对他们实施制裁，这将违反宪法。他表示，该规定会将许多议员推向职业政治，远离现实生活，尽管兼职活动并未被禁止，只是要求披露其数量和费用金额。2007年7月，联邦宪法法院以四比四的投票结果驳回了诉讼，理由是政治职责必须是“活动的核心”，并批评因公司付款带来的偏见风险。

#### 百万富翁与中产阶级辩论
2018年11月，在接受小报《图片报》采访时，默茨表示自己是百万富翁（未区分收入百万还是财富百万），并认为自己属于上层中产阶级。他后来澄清说，当时他的年收入约为“100万欧元毛收入”。这些言论引发了广泛的公众反对，并激起了德国国内更广泛的批评。德国的记者、经济学家和财务顾问将默茨归为上层阶级。根据德国联邦银行的数据，当时拥有至少72.2万欧元净资产的人属于德国人口财富前5%。弗里德里希·默茨的私人资产包括房地产和两架飞机。

### LGBT+群体
2018年11月，默茨表示，在德国引入同性婚姻是正确的决定。2020年9月，当被问及是否对同性恋总理有保留意见时，他说：“关于性取向问题，只要它在法律范围内且不涉及儿童——这是我绝对的底线——就不是公众讨论的问题。”在引起争议后，他澄清自己无意将同性恋与恋童癖联系起来。

## 个人生活
弗里德里希·默茨与法官夏洛特·默茨结婚，育有三个孩子，居住在绍尔兰地区的阿恩斯贝格。2005年，这对夫妇成立了弗里德里希和夏洛特·默茨基金会，支持教育领域的项目。他是罗马天主教徒。

## 趣闻
2018年，默茨拒绝接受路德维希·艾尔哈德奖，理由是他反对路德维希·艾尔哈德基金会主席罗兰·蒂希的出版物，一些人认为其立场偏向极右翼。